# 阿莱西亚之战
阿莱西亚之战（法語：Siège d'Alésia）发生于公元前52年的九月，高卢地区的阿莱西亚。阿莱西亚是曼杜比伊人居住区里的一座重要城市和筑在山上的要塞。作战的一方是凯撒指挥的罗马共和国军团，他手下的助手有骑兵统领马克·安东尼、提图斯·拉比努斯和盖尤斯·特拨纽斯，另一方则是阿维尔尼人維欽托利领导的高卢部落联军。这场战斗是高卢与罗马之间的最后一场大规模战斗，它标志着罗马赢得高卢战争的决定点。阿莱西亚之战被看作是凯撒最大的军事成就，至今为止被看作是围攻战和包围的典范之一。
阿莱西亚位于今天法国阿利斯圣雷娜的欧苏瓦山上，但是也有人认为这个地方的地形与凯撒描写的地形不一样。因此也有其它建议，比如今天法国汝拉省的绍代克罗特奈，具体地址今天在历史学上依然有争议。
在作战过程中高卢人一度是罗马人的五倍。许多当时的作者在他们的作品中描写了这场战役，包括凯撒本人的《高卢战记》。罗马获胜后高卢成为一个罗马行省。凯撒获胜后罗马元老院拒绝授予他凯旋式的荣誉，这是凯撒于前50年至前45年发动内战的原因之一。

## 前奏
凱撒于前58年来到高卢。当时罗马的习俗是最高的被选举的官员执政官在其执政期满后被指定为资深执政官，并被元老院指命为行省长官。前59年凱撒任执政官，任满后他促使元老院指命他为山南高卢的长官。虽然一般资深执政官的任期只有一年，但是凱撒利用前三頭同盟的威勢得以获得了一个前所未有的为期十年的任期。他获得了一个资深統治大權，在他的行省内拥有绝对最高权。
凱撒逐一击败了赫爾維蒂人、比利其人和内尔维人等高卢部落，并与许多其它部落塑造了一个联盟。高卢战争中的步步胜利为罗马共和国赢得了许多财富：战利品和纳税的地盘。凱撒本人作为军队统领通过贩卖战俘而赚了大钱。但是他的胜利和名望也给他带来了敌人。前54年凱撒与格奈乌斯·庞培和克拉苏组成的同盟在凱撒的女儿和庞培的妻子朱莉娅死后和克拉苏在卡莱战役阵亡后结束。由于凱撒丧失了与庞培的政治同盟，共和国的拥护者如小卡托等人开始敌对凱撒，猜疑和指责他要推翻共和国，做罗马王。
前54年至前53年冬安毕欧瑞克带领的本来已经臣服罗马的厄勃隆尼斯人起义反抗罗马人，他们使用一个精心布置的埋伏消灭了第十四军团。对于凱撒的高卢政策来说这是一个巨大的打击，因为他丧失了四分之一的军队，而罗马本土的政治状况使他无法获得支援。安毕欧瑞克的起义是罗马在高卢第一次明显的败仗(但由於這支軍隊當時屯駐在外，這個打擊並未損及凱撒的軍事威望)。它激发了高卢的民族情绪和起义。凱撒用了几乎一年的时间来重新控制当地状况，再次抚慰各部落。但是高卢的起义没有结束。高卢各部落认识到它们只有团结统一才能获得独立。在凱撒原盟者埃杜维人的建议下高卢人在比布拉克特召开集会。只有雷米人和林贡斯人决定维持他们对罗马的同盟。大会推举阿维尔尼人维钦托利为高卢同盟军的指挥官。
当时凱撒本人在山南高卢，他不知道这个反抗他的同盟的成立。最早的反罗马迹象是卡尔努特人把凯纳布姆（Cenabum，今奥尔良）的所有罗马人杀了。此后在其它重要高卢城市中也爆发了杀害罗马公民、商人和移民的事件。凱撒获得这个消息后立刻整顿他的兵马，跨过依然积雪的阿尔卑斯山脉，开入高卢中部。凱撒行动迅速，出乎高卢部落的意料。他分兵而动，让提图斯·拉比努斯带领四个兵团向北征服塞农人和巴黎西人。他本人则带六个兵团和日耳曼盟军的骑兵追逐维钦托利。两军在日尔戈维亚相遇，维钦托利的军队驻扎在一座难以攻克的要塞中，凱撒蒙受700人陣亡、6000人負傷的嚴重损失后不得不撤军来避免大败。由於擔心凱撒捲土重來，维钦托利在前52年夏季轉守為攻展開追擊，卻意外的遭到失敗且失去原本的騎兵優勢，凱撒更進一步的反擊令高盧軍面對被分散擊破的危機。维钦托利意識到難以在正規的野戰擊敗羅馬軍，因此决定在阿莱西亚重组他的军队。

## 包围和战役

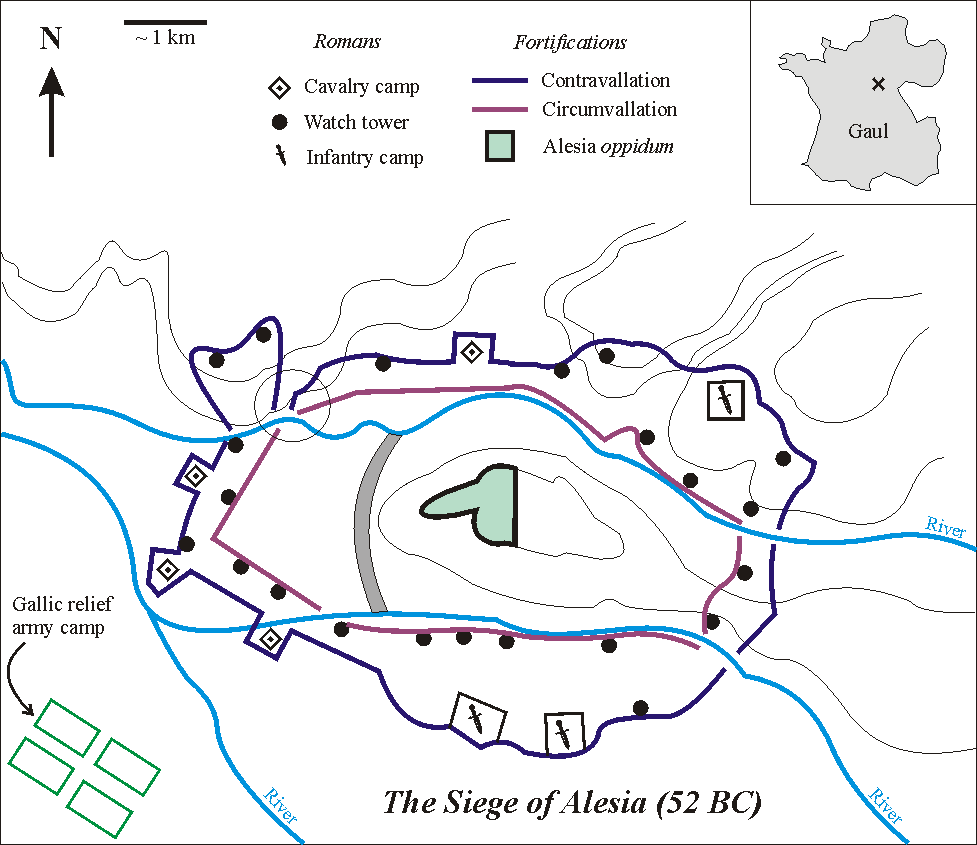
假设阿莱西亚位于阿利兹-圣-莱纳的话凱撒包围阿莱西亚时建造的围墙
查图显示在今天法国的位置。图中的圆圈显示西北方围墙的弱点

阿莱西亚是一座建在一个山头的要塞，周围被河谷围绕，防御性能非常好。由于强攻没有胜利的指望，凱撒决定包围阿莱西亚，迫使对方粮绝后投降。阿莱西亚内估计有八万士兵，再加上当地的居民，因此这个包围为时不会太长。为了保障彻底隔绝要塞与外部的补给，凱撒下令环绕要塞修筑了一堵围墙。凱撒在他的《高卢战记》中详细描写了围墙的结构。在三个星期内他的工程师和士兵建造了一道长18千米，高四米的围墙。围墙的内部（亦即朝被包围的要塞的一面）还有一道四米半宽、约一米半深的沟。离要塞最近的沟里引用周围河流的水灌了水。沟前还设置了全套的陷阱，围墙上的瞭望台上布置了罗马弓箭手。
维钦托利的骑兵经常袭击工地来防止被完全包围，但是凱撒的日耳曼人辅助骑兵得以抵擋对方的袭击。围墙开工约两个星期后一队高卢骑兵能够从还未完工的段落突围。凱撒知道這支騎兵突圍的用意是向高盧全境請求支援，因此下令在内围墙的外面建造一座外围墙，让他的军队能够处于这两道围墙之间平均120米的活動空間內。外围墙的设计与内围墙完全一样，全长21千米，还包括四座骑兵营。罗马的包围军为自己被包围做准备。
此时阿莱西亚内的情况不断恶化。八万人的士兵加上当地居民，而城内的粮食储备又不多。维钦托利决定把妇女儿童驱逐出城外来省粮，此外他还希望凱撒会打开一段围墙把这些平民放出去，而他则可以乘机打破罗马人的包围。但是凱撒下令不许放平民、妇女儿童出墙，因此这些人处于内围墙和城墙之间的无人之地里，处境绝望。这些人是城内士兵的亲戚，他们这样的状况大大地打击了城内守兵的士气。虽然维钦托利不断鼓舞他的士兵的士气，但是他面临着自己人投降的危险。就在这个即将绝望的关头援兵到达，给城内的士兵带来了新的希望。
九月末科米乌斯指挥的高卢人攻击凱撒的外围墙，同时维钦托利下令攻击内围墙，但是日落时这两次个进攻都被击退。次日高卢人夜袭。他们攻入了数段凱撒的围墙，但是马克·安东尼和盖尤斯·特拨纽斯率领的骑兵迅速反应击退了高卢人。与此同时维钦托利下令进攻内围墙，但是因为他的人必须先填沟因此他的进攻未能与攻击外围墙的进攻同时进行，而且罗马人这次有了准备。但是此时罗马士兵的情况也相当糟糕。他们自己被包围，粮食殆尽，已经开始定量，而且几乎所有的人都已经精疲力尽。
次日，10月2日，维钦托利的一个表兄弟维卡西维尔老努斯带领六万人进行总攻，他们尤其针对围墙的弱点。凱撒企图隐藏这个弱点，但是它还是被高卢人发现了。这个地方由于自然条件因此无法建造一座完整的墙。与此同时维钦托利的人则从各个方向向内围墙冲击。凱撒信任他的人的纪律和勇气，下令不准后退。他本人在前线不断鼓励他的士兵。拉比努斯的骑兵增援围墙被突破的地方。但是罗马人的状况越来越急迫。凱撒因此决定对进攻内围墙的人进行反攻，来击退维钦托利的人。就在拉比努斯的防线即将崩溃之際凱撒做出了豪賭，他带领13个骑兵队（约六千人）从后方进攻增援的六万人。这个行动出乎进攻者和守卫者的意料。拉比努斯的人看到自己的指挥官身先士卒，冒险冲锋立刻士气大作，而高卢人则仓皇退逃，维卡西维尔老努斯也被俘。在古代作战中一个阵营溃逃立刻就一发而不可收，高盧聯軍開始全面潰逃，成为罗马追击者的牺牲品。凱撒自己在他的《高卢战记》中说只是因为他的士兵精疲力竭了，所以才使得高卢人没有全军覆没。
维钦托利认识到他的增援部队被击退，决定投降。在向守軍發表過最後的演說後，他在隔天單騎進入羅馬軍營，向凱撒交出了他的武器，结束了阿莱西亚之战。

## 后事
阿莱西亚是高卢第一次也是最后一次大规模的和有组织性的抵抗罗马的入侵。此后高卢被罗马征服，成为罗马的一个行省，行省下又分数个比较小的行政区域。直到3世纪这里才重新出现独立运动。阿莱西亚的守兵以及他们的援兵中的幸存者被俘，並被卖为奴隶或者被送给凱撒的士兵作为战利品，而埃杜维人和阿维尔尼人这两个部落的俘虏獲凱撒特赦及釋放以保证这两个重要部落对罗马的忠心。
对凱撒来说阿莱西亚是一次重大的军事和政治胜利。就連由反對他的卡托和庞培操作的元老院也不得不為之舉行为期20天的庆祝，但他們仍拒绝让凱撒获得羅馬將領最高榮譽—凯旋的荣誉。双方的政治對立日益加劇。两年后，前50年，凱撒跨越卢比肯河，开始了从前49年至前45年的罗马内战。凱撒後於內戰勝出。在内战期间每年都被选为执政官，此后又数次被指命为临时獨裁官，最后于前44年被元老院授命为终身獨裁官。他的权利和荣誉的增长与罗马共和国的基础和传统的衝突日益加劇，最后导致了罗马共和国的灭亡和罗马帝国的开始。
凱撒的骑兵将领的下场各不相同。拉比努斯在内战中支持代表保守贵族阶层利益的貴人派，于前45年在孟达战役中阵亡。凱撒最信任的副官之一特雷伯纽斯于前45年被凱撒命名为执政官，後成為於前44年3月5日密谋刺杀凱撒的元老之一。一年后他本人被谋杀。安东尼始终追随凱撒，他成为凱撒的騎士統領，二把手。在内战中他替凱撒守护意大利。前44年他被选为凱撒的同任执政官。凱撒遇刺后他迫害凱撒的刺手并与屋大维和雷必达一起组成后三头同盟，达到了其权力的顶峰。前31年他在亞克興角戰役中被屋大维击败，与他的爱人和同盟者克利奥帕特拉七世一起逃到埃及，次年两人双双自杀。
維欽托利被俘，此后五年中被关在监狱里等候凱撒庆祝他的凯旋。按照传统在凯旋游行中敌人首领被拉着展示，在游行结束后被押往马梅尔蒂尼地下监狱绞死。但他在近代法國成為了民族英雄與自由精神的象徵。

## 历史争议
关于阿莱西亚之战的地点长年来一直有争议。其中有两座城市的可能性最大：其一是弗朗什孔泰的，另一是科多尔省的阿利兹-圣-莱纳。拿破仑三世支持后者的说法。1860年代裡他出資进行考古发掘，出土的文物似乎说明当地曾经有过一座罗马兵营。他在发现的历史遗址上建造了一座維欽托利像。
虽然如此争论始终未绝，始终有人怀疑阿利兹-圣-莱纳的确是战役地点。比如有人说当地的地形不符合凱撒的描写。此外这个地方太小了，不可能容纳八万人的高卢步兵，而且还要加上骑兵和其他人员。
另一理论则认为战役爆发在侏罗山山口的。在当地的初步研究发现了一座与凱撒的描写相符的结构复杂的罗马要塞。但是要证明这里的确是阿莱西亚之战的地点还需要进一步的研究。
在《阿斯泰利克斯历险记》的一集中作者幽默地处理阿莱西亚之战地点的不明之处。阿斯泰利克斯和奥贝利克斯一起碰到参加过这场战役的亲戚，这些亲戚都愿意谈日尔戈维亚之战中維欽托利的胜利，但是不肯談論阿莱西亚之战，并说没有人知道它是在什么地方发生。
关于作战双方兵力和伤亡数据的具体数字也不清楚。由于这些数字是非常强有力的宣传工具，因此研究時須對其抱怀疑態度。凱撒在他的《高卢战记》中称高卢的援军有25万人，这可能是凱撒為誇耀勝利而誇大的數字。由於唯一的当时纪录是罗马人写的，因此这些数据可能不准确。现代历史学家一般估计其人数在八万到十万间。唯一可信的事实是凱撒军团中每人获得了一名高卢俘虏作为奴隶，这说明至少有四万人被俘，其中大多数是被围攻的要塞内的人（此外，若凱撒事後釋放的埃杜維人和阿維爾尼人戰俘數量可信，被俘人數至少要再增加兩萬多人）。援军可能蒙受了巨大的损失。